# Live at the BBC (album, Fairport Convention)
Live at the BBC je kompilační album anglické folk rockové skupiny Fairport Convention, vydané v roce 2007 u Island Records. Nahrané bylo v letech 1968-1974.

## Seznam skladeb

### Disk 1
1. "Close the Door Lightly When You Go" (Eric Andersen) - 2:57[1]
2. "I Don't Know Where I Stand" (Joni Mitchell) - 3.36
3. "Some Sweet Day" (Felice & Boudleaux Bryant) - 2.16
4. "You Never Wanted Me" (Jackson C. Frank) - 3.15
5. "Nottamun Town" (trad. arr. Fairport Convention) - 3.35
6. "Marcie" (Joni Mitchell) - 3.34[2]
7. "Night in the City" (Joni Mitchell) - 3.05
8. "Jack O'Diamonds" (Bob Dylan, Ben Carruthers) - 3.12
9. "Gone, Gone, Gone" (Phil & Don Everly) - 1.59[3]
10. "Suzanne" (Leonard Cohen) - 5.25
11. "If It Feels Good, You Know It Can't Be Wrong" (Richard Thompson & Ashley Hutchings - 3.12
12. "Eastern Rain" (Joni Mitchell) - 3.10
13. "Fotheringay" (Sandy Denny) - 3.09
14. "I Still Miss Someone" (Johnny Cash & Roy Cash) - 2.23[4]
15. "Bird on a Wire" (Leonard Cohen) - 3.27
16. "Tried So Hard" (Gene Clark) - 2.54)[5]
17. "Reno, Nevada" (Richard Fariña) - 2.23
18. "Book Song" (Ian Matthews & Richard Thompson) - 3.05
19. "Who Knows Where the Time Goes?" (Sandy Denny) - 4.14[6]

### Disk 2
1. "You're Gonna Need My Help" (Muddy Waters) - 3.56[7]
2. "Fotheringay" (Sandy Denny) - 3.01
3. "Shattering Live Experience" (Simon Nicol) - 3.23
4. "Cajun Woman" (Richard Thompson) - 2.44[8]
5. "Autopsy" (Sandy Denny) - 4.24
6. "Si Tu Dois Partir" (Bob Dylan) - 2.25
7. "Percy's Song" (Bob Dylan) - 5.25
8. "Reynardine" (trad. arr. Fairport Convention) - 4.19[9]
9. "Tam Lin" (trad. arr. Dave Swarbrick) - 7.46
10. "Sir Patrick Spens" (trad. arr. Fairport Convention) - 3.44
11. "Medley: The Lark in the Morning/Rakish Paddy/Foxhunter's Jig/Toss the Feathers" (trad. arr. Fairport Convention) - 4.12
12. "The Lady Is a Tramp" (Rodgers and Hart) - 2.11
13. "Walk Awhile" (Dave Swarbrick, Richard Thompson) - 4.00[10]
14. "Poor Will and the Jolly Hangman" (Richard Thompson, Dave Swarbrick) - 5.32
15. "Doctor of Physick" (Dave Swarbrick, Richard Thompson) - 3.37[11]

### Disk 3
1. "Sir Patrick Spens" (trad. arr. Fairport Convention) - 3.32[12]
2. "The Bonny Bunch of Roses" (trad. arr. Dave Swarbrick, Dave Mattacks, Simon Nicol, Richard Thompson - 10.53[13]
3. "Dirty Linen" (trad. arr. Dave Swarbrick) - 4.15
4. "Now Be Thankful" (Richard Thompson, Dave Swarbrick) - 2.24
5. "The Journeyman's Grace" (Dave Swarbrick, Richard Thompson) - 3.56[14]
6. "Now Be Thankful" (Richard Thompson, Dave Swarbrick) - 3.23
7. "Tokyo" (Jerry Donahue) - 3.23[15]
8. "Matthew, Mark, Luke and John" (Dave Mattacks, Simon Nicol, Dave Pegg, Dave Swarbrick, Richard Thompson] (5.29)
9. "Possibly Parsons Green" (Trevor Lucas, Pete Roche) - 4.27
10. "Rosie" (Dave Swarbrick) - 4.02
11. "John the Gun" (Sandy Denny) - 5.03[16]
12. "Fiddlestix" (trad. arr. Dave Swarbrick, Dave Mattacks, Dave Pegg, Jerry Donahue, Trevor Lucas) - 2.47
13. "Rising for the Moon" (Sandy Denny) - 4.16
14. "Down in the Flood" (Bob Dylan) - 3.27

### Disk 4
1. "Let's Get Together" (Chet Powers) - 2.48[17]
2. "One Sure Thing" (Harvey Brooks, Jim Glover) - 3.35
3. "Lay Down Your Weary Tune" (Bob Dylan) - 3.37
4. "Chelsea Morning" (Joni Mitchell) - 3.01
5. "Violets of Dawn" (Eric Andersen) - 3.53[18]
6. "If (Stomp)" (Ian MacDonald, Richard Thompson) - 2.35
7. "Time Will Show the Wiser" (Emitt Rhodes) - 2.59
8. "If I Had a Ribbon Bow" (Huey Prince, Louis Singer) - 2.34
9. "Meet on the Ledge" (Richard Thompson) - 2.48[19]
10. "Light My Fire" (Jim Morrison, John Densmore, Robert Krieger, Ray Manzarek) - 1.20[20]
11. "Flatback Caper" (trad. arr. Dave Swarbrick, Simon Nicol, Dave Pegg, Dave Mattacks, Richard Thompson) - 6.23[21]
12. "Open the Door, Richard" (Bob Dylan)[22] - 3.54
13. "The Deserter" (trad. arr. Fairport Convention) - 3.54[23]
14. "The Hangman's Reel" (trad. arr. Dave Swarbrick) - 3.23
15. "Tam Lin" (trad. arr. Dave Swarbrick) - 8.03
16. "Sir William Gower" (trad. arr. Fairport Convention) - 4.47[24]
17. "Banks of the Sweet Primroses" (trad. arr. Fairport Convention) - 4.09
18. "Sickness and Diseases" (Dave Swarbrick, Richard Thompson) - 3.46
19. "Bridge over the River Ash" (trad. arr. Dave Swarbrick, Dave Mattacks, Dave Pegg, Simon Nicol) - 2.09
20. "Lord Marlborough" (trad. arr. Fairport Convention) - 3.21
21. "Angel Delight" (Dave Mattacks, Simon Nicol, Dave Pegg, Dave Swarbrick]) - 4.04

## Sestava
- Ashley Hutchings - basa
- Martin Lamble - bicí
- Simon Nicol - kytara, zpěv, doprovodný zpěv
- Richard Thompson - kytara, zpěv
- Sandy Denny - zpěv
- Ian Matthews - zpěv
- Ric Grech - housle
- Dave Mattacks - bicí
- Dave Swarbrick - housle, zpěv
- Dave Pegg - basa, doprovodný zpěv
- Trevor Lucas - kytara, zpěv
- Jerry Donahue - kytara, zpěv
- Judy Dyble - zpěv